# Danh sách tháp đồng hồ
Đây là danh sách các tháp đồng hồ theo vị trí, chỉ bao gồm các tháp đồng hồ dựa trên định nghĩa sau:
Tháp đồng hồ là một tháp được xây dựng đặc biệt với một hoặc nhiều (thường là bốn) mặt đồng hồ. Tháp đồng hồ có thể là độc lập hoặc là một phần của nhà thờ hoặc tòa nhà thành phố như tòa thị chính.
Cấu trúc bên trong tòa tháp được gọi là đồng hồ tháp pháo thường đánh dấu giờ (và đôi khi là các phân đoạn của một giờ) bằng cách phát ra tiếng chuông hoặc chuông lớn, đôi khi chơi các cụm từ hoặc giai điệu âm nhạc đơn giản.

## Châu Mỹ

### Argentina
- Torre Ader, Buenos Aires
- Torre Monumental, Buenos Aires

### Aruba

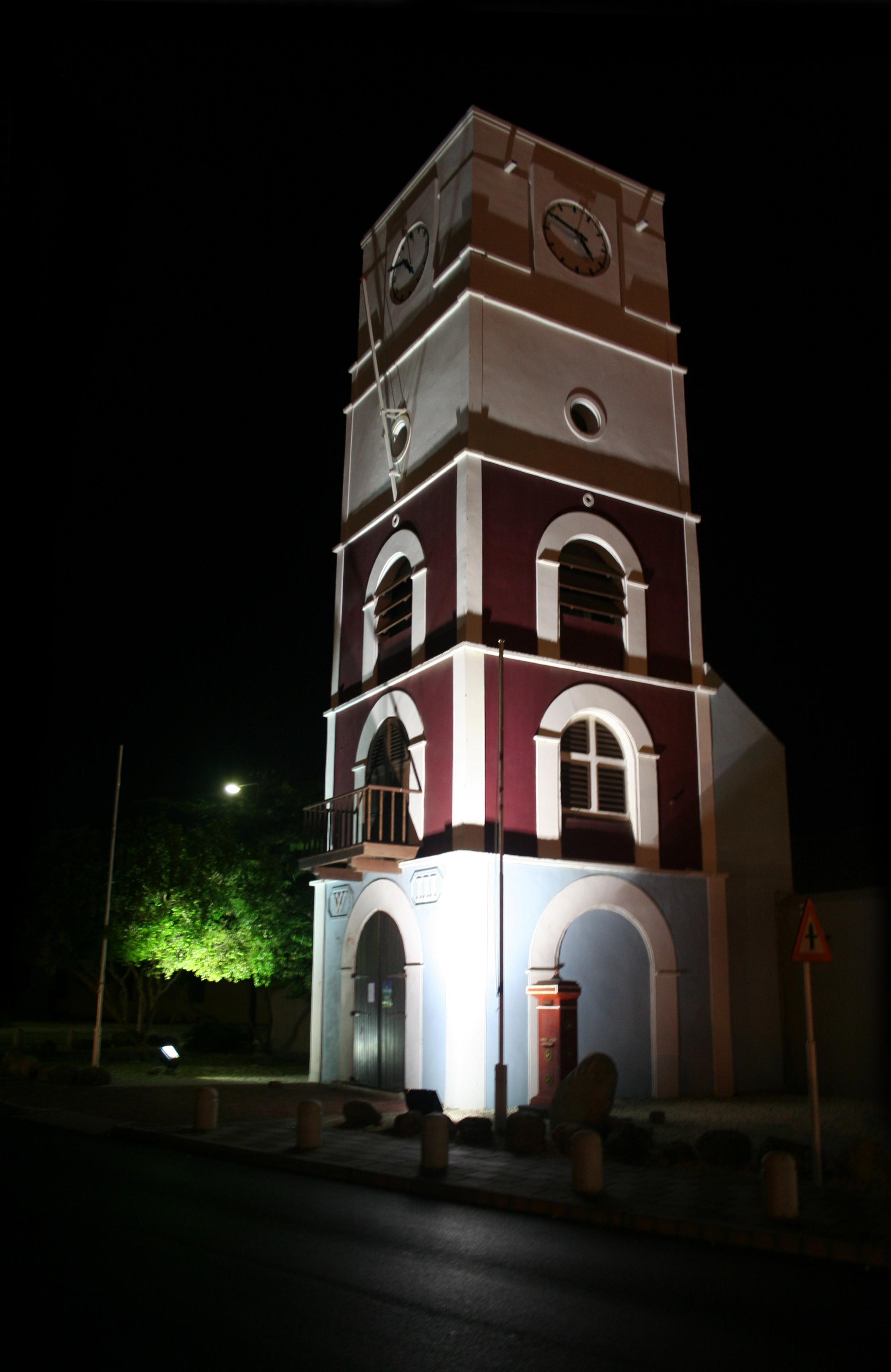
Willem III Tower tại Fort Zoutman, Oranjestad, Aruba.

- Willem III Tower tại Fort Zoutman, Oranjestad

### Barbados
- Parliament of Barbados, Bridgetown

### Brazil

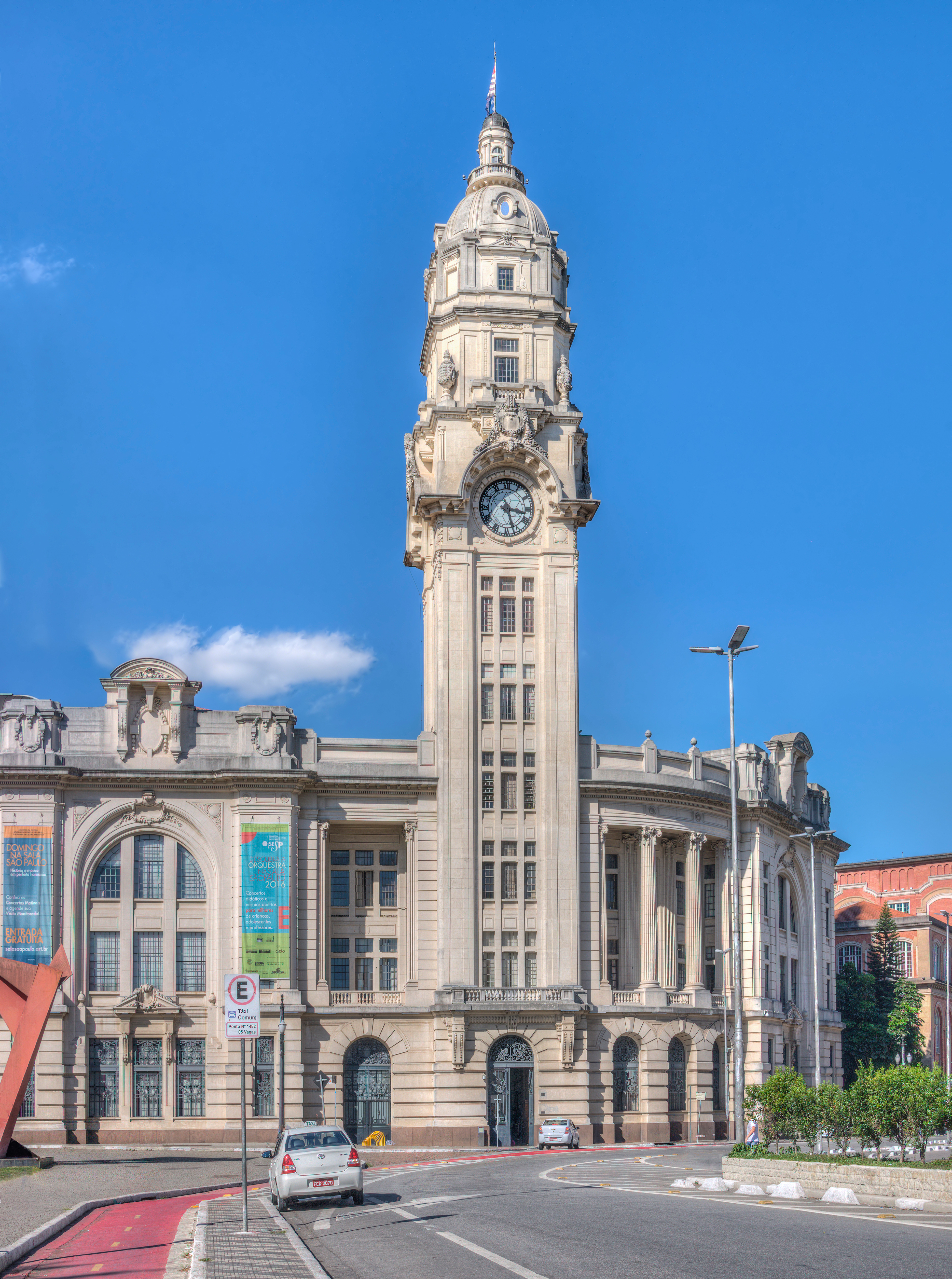
Júlio Prestes Station, São Paulo.

#### Alagoas
- Torre do Relógio, Piranhas

#### Amapá
- Marco Zero, Macapá

#### Amazonas

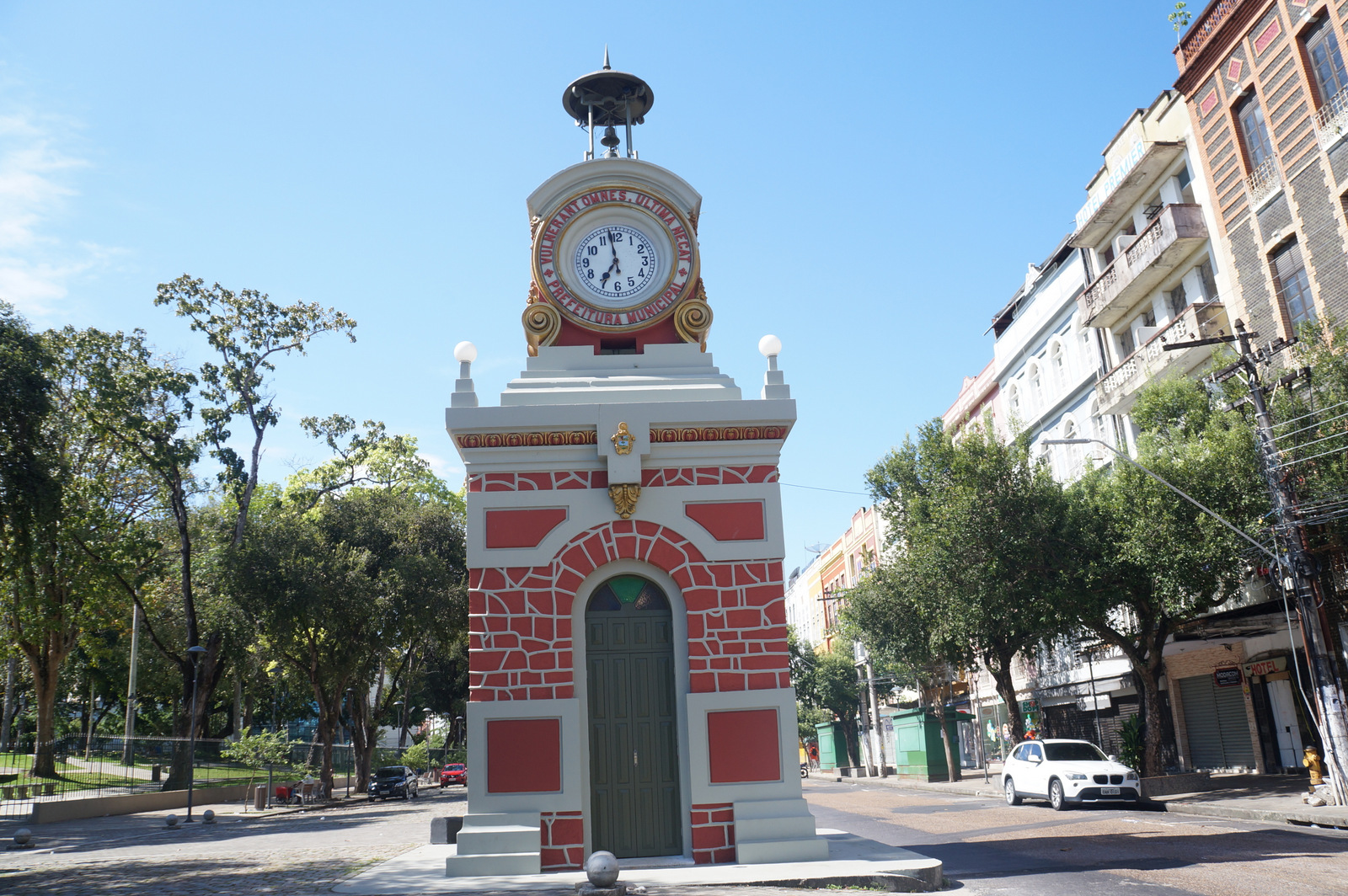
Relógio Municipal, Manaus.

- Praça Luiza Valério, Itacoatiara
- Relógio Municipal, Manaus

#### Ceará

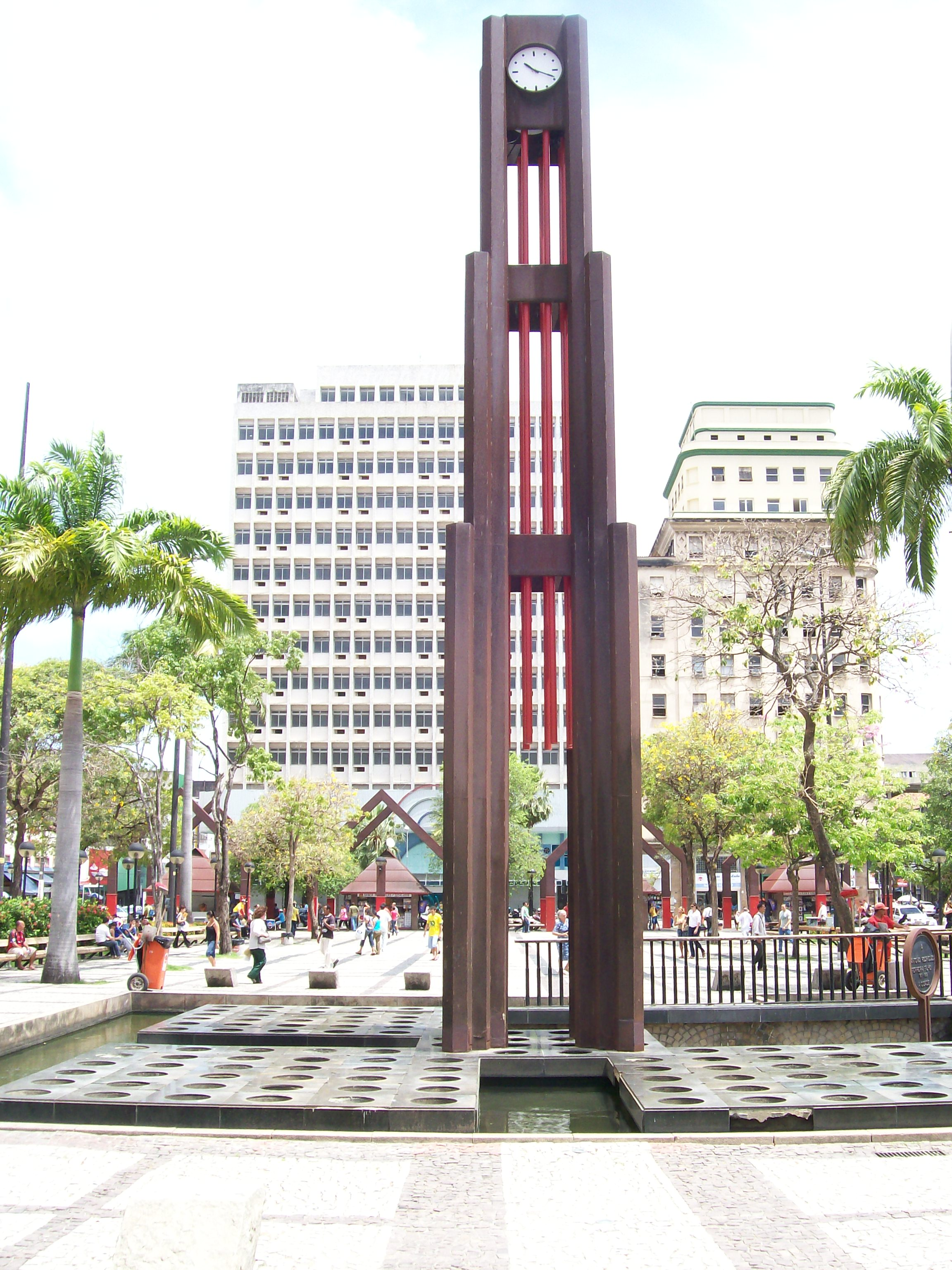
Atual Coluna da Hora tại Praça do Ferreira, Fortaleza.

- Praça do Relógio, Tianguá
- Praça do Ferreira, Fortaleza
- Praça Coluna da Hora, Sobral

#### Distrito Federal
- Praça do Relógio, Taguatinga, Federal District

#### Espírito Santo
- Relógio da Praça Oito, Vitória

#### Goiás
- Relógio da Avenida Goiás, Goiânia
- Praça Guarda Mor Francisco José Pinheiro, Piracanjuba
- Antiga Estação Ferroviária, Goiânia

#### Mato Grosso
- Catedral Basílica do Senhor Bom Jesus, Cuiabá

#### Mato Grosso do Sul
- Relógio Central, Campo Grande
- Relógio Central, Três Lagoas

#### Minas Gerais
- Praça Rui Barbosa, Belo Horizonte

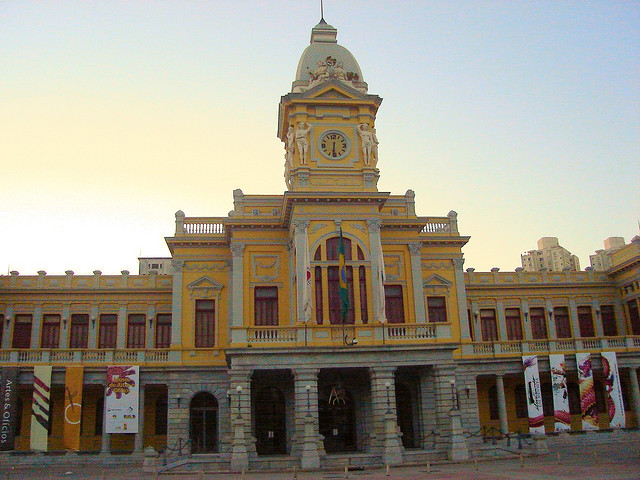
Estação Central tại Praça Rui Barbosa, Belo Horizonte.

- Museu da Inconfidência, Ouro Preto
- Basílica Nossa Senhora de Lourdes, Belo Horizonte
- Catedral Nossa Senhora da Boa Viagem, Belo Horizonte
- Belo Horizonte City Hall, Belo Horizonte
- Centro de Cultura Belo Horizonte (CRModa), Belo Horizonte
- Praça Doutor João Penido, Juiz de Fora
- Praça Doutor Jorge Frange, Uberaba
- Torre do Relógio da Paróquia Nossa Senhora Saúde, Lambari
- Igreja Matriz de Nossa Senhora da Conceição, Pedro Leopoldo
- Igreja São José, Belo Horizonte
- Museu de Artes e Ofícios, Belo Horizonte

#### Pará
- Praça Siqueira Campos, Belém

#### Paraná
- Paço da Liberdade, Curitiba
- Torre Nossa Senhora da Glória, Francisco Beltrão
- Praça General Osório, Curitiba
- Curitiba Cathedral, Curitiba

#### Pernambuco
- Faculdade de Direito do Recife, Recife

#### Rio Grande do Sul
- Cathedral of Stone, Canela

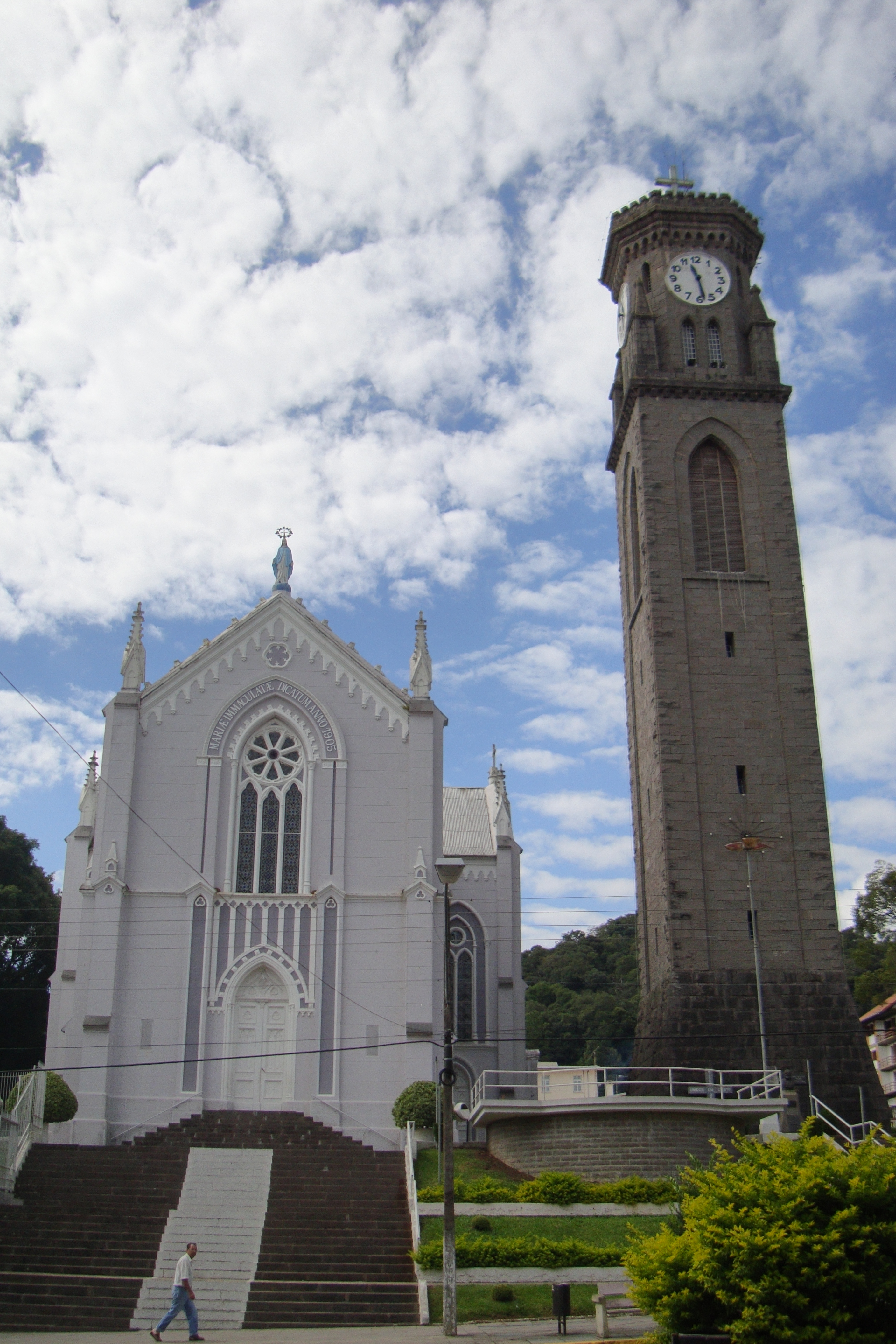
Campanário de Pedra, Flores da Cunha.

- Memorial do Rio Grande do Sul, Porto Alegre
- Igreja Matriz São Pedro, Gramado
- Paço dos Açorianos, Porto Alegre
- Lutheran Parish of Gramado (Evangelical Church of the Lutheran Confession in Brazil), Gramado
- Igreja Evangélica Três Reis Magos, Novo Hamburgo
- Igreja de São Pelegrino, Caxias do Sul
- Campanário de Pedra, Flores da Cunha

#### Rio de Janeiro
- Central do Brasil, Rio de Janeiro

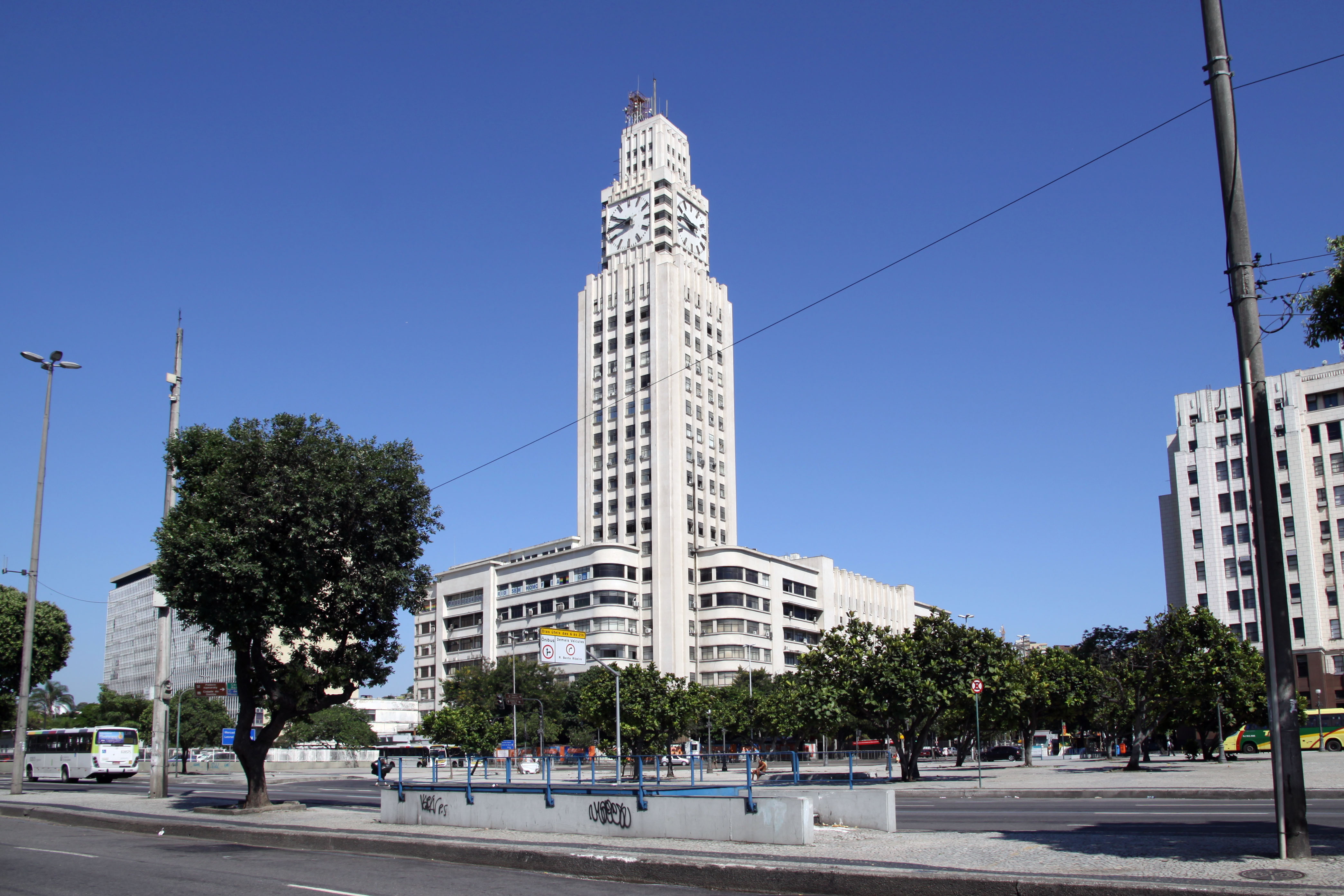
Central do Brasil, Rio de Janeiro.

- Ilha Fiscal Castle, Rio de Janeiro
- Farol da Mesbla tại Paquetá Island, Guanabara Bay
- Pier Mauá Tower, Rio de Janeiro
- Passeio 56 (former Mesbla, Rio de Janeiro

#### Santa Catarina
- Cathedral of St. Paul the Apostle, Blumenau
- Il Campanario Villaggio Resort at Jurerê Internacional, Florianópolis
- Cathedral of St. Francis of Assisi, Caçador

#### São Paulo
- Júlio Prestes Station, São Paulo
- Luz Station, São Paulo

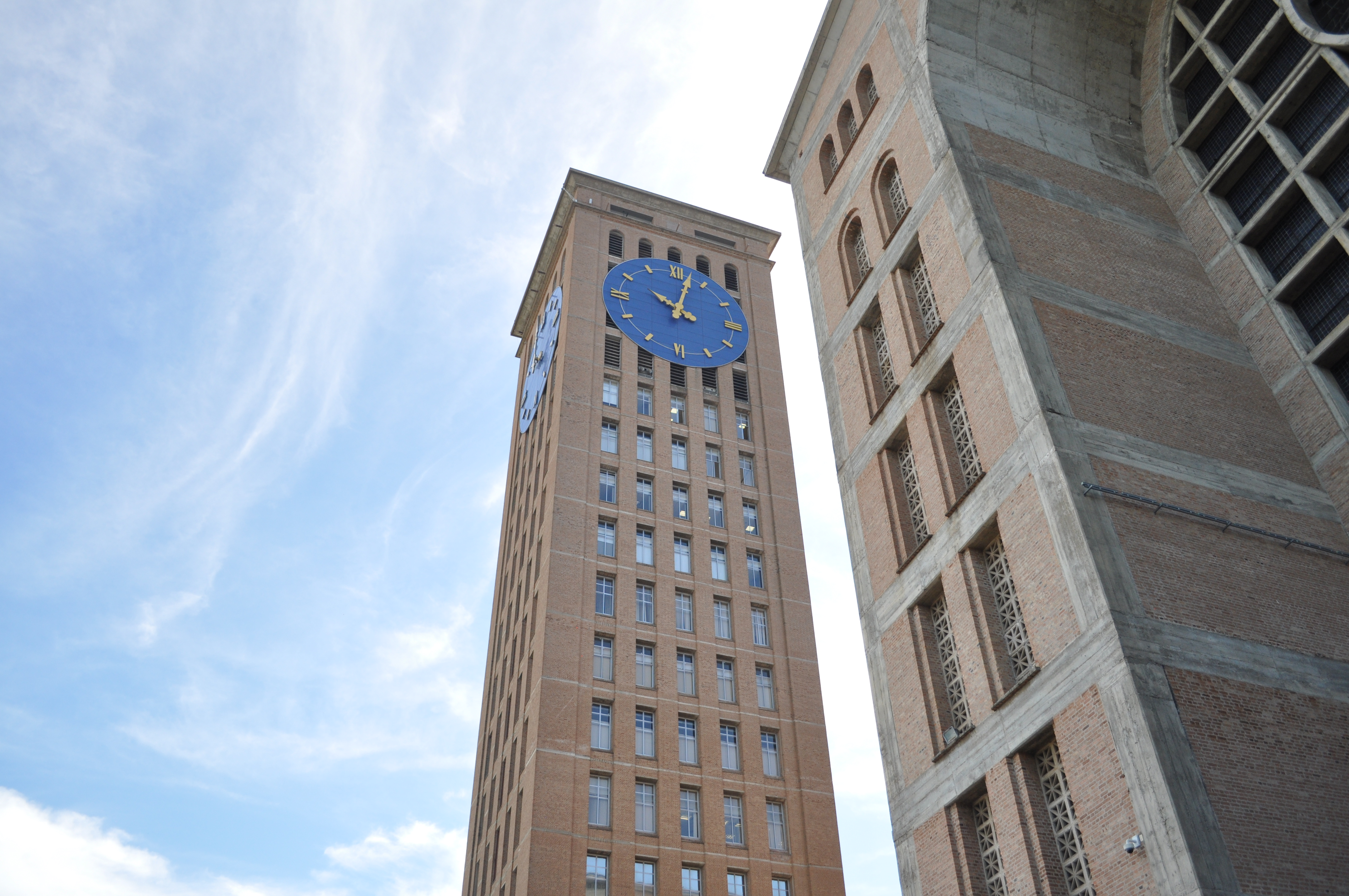
The Basilica of the National Shrine of Our Lady of Aparecidal Clock Tower, Aparecida.

- Clock Tower of The Basilica of the National Shrine of Our Lady of Aparecida Clock Tower, Aparecida
- Farol do Jaguaré, São Paulo
- Praça do Relógio tại University of São Paulo, São Paulo
- Law School at University of São Paulo, São Paulo
- O Relógio da Sé at Praça da Sé, São Paulo
- CEAGESP, São Paulo
- Metropolitan Cathedral of St. Sebastian, Ribeirão Preto
- Clock Tower tại công viên Swiss, Campinas
- Catedral Nossa Senhora da Conceição, Franca
- Paranapiacaba, Santo André
- Relógio Félix Guisard - CTI, Taubaté
- Palácio das Indústrias, São Paulo
- Palácio dos Correios, São Paulo

### Chile
Vào năm 2013, một nghiên cứu được thực hiện bởi tờ báo La Tercera đã tiết lộ rằng chỉ có 5 trong số 25 tháp đồng hồ hoạt động ở Santiago, chủ yếu là do vấn đề tài chính và sự thiếu quan tâm của chủ sở hữu.
- Cámara de Comercio de Santiago, Santiago
- Intendencia de Santiago, Santiago
- Law School at University of Chile, Santiago
- Chilean National History Museum, Santiago
- San Francisco Church, Santiago

### Canada

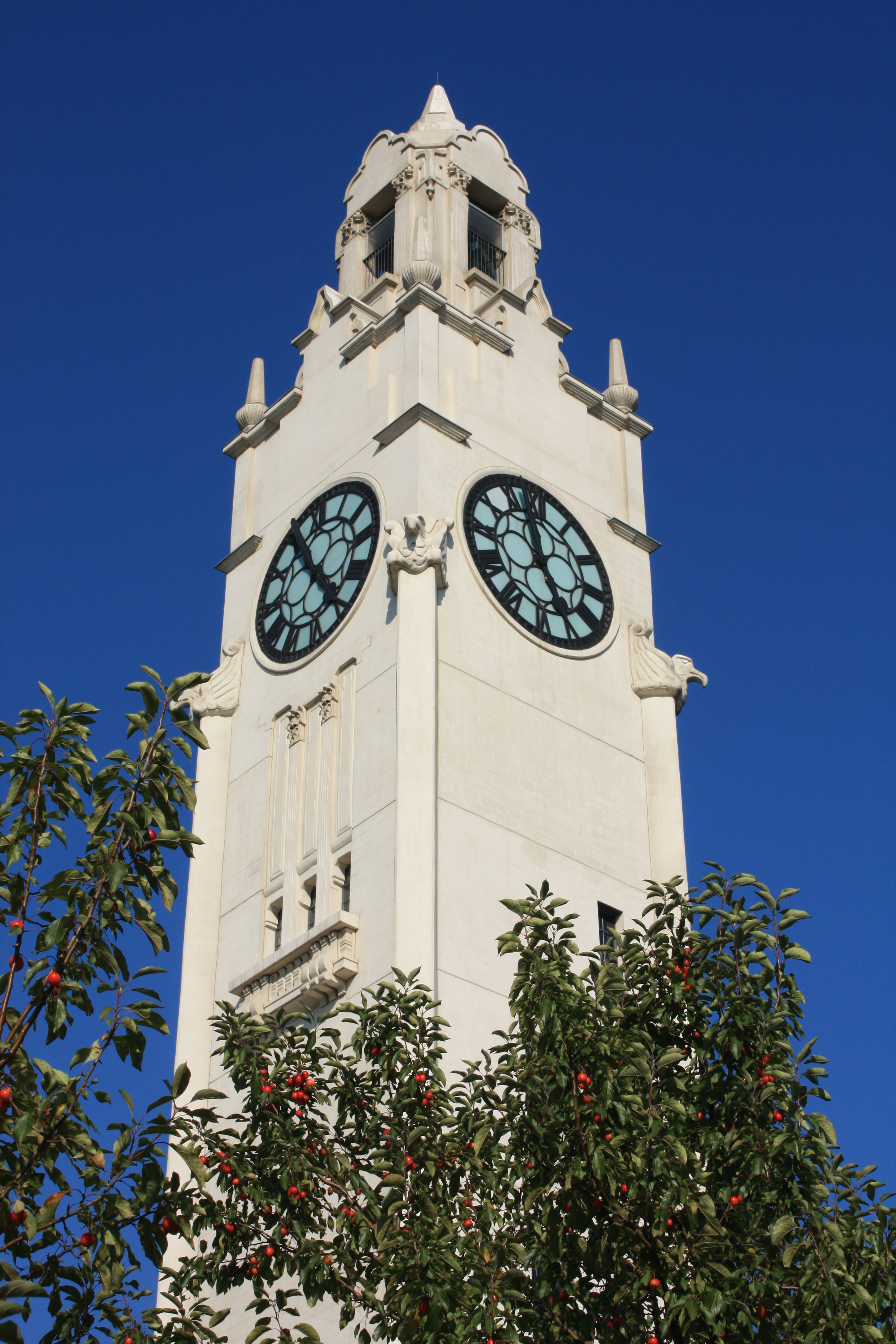
Montreal Clock Tower, Quebec.

#### Alberta
- Edmonton City Hall, Edmonton, Alberta
- Memorial Clock Tower (Cenotaph), Wainwright, Alberta

#### British Columbia
- Vancouver City Hall, Vancouver, British Columbia

#### Ontario
- Brampton City Hall, Brampton, Ontario
- Cambridge City Hall,(formerly Galt City Hall) Cambridge, Ontario
- Cathedral Church of St. James, Toronto
- Central Post Office (Ottawa)
- Dominion Building, Brampton
- Hamilton City Hall
- Hart House (University of Toronto), Soldiers' Tower (University of Toronto), Toronto
- Kerr Hall, Ryerson University, Toronto
- Mississauga City Hall in Mississauga
- Old City Hall (Toronto), Toronto
- Peace Tower, Parliament Hill Ottawa
- Planet Snoopy (formerly Hanna-Barbera Land), Canada's Wonderland, Vaughan
- Queen Street Viaduct, Toronto
- Queen's Quay Terminal, Toronto
- Ridley College, St. Catharines
- Royal Military College of Canada, Kingston, Ontario
- St. Lawrence Hall, Toronto
- St. Paul's Cathedral (London, Ontario)
- Summerhill-North Toronto CPR Station, Toronto
- Toronto Fire Services Station 227, Toronto
- Upper Canada College, Toronto
- Market Hall Performing Arts Centre Lưu trữ ngày 5 tháng 3 năm 2016 tại Wayback Machine, Peterborough, Ontario
- Fire Hall and Police Station, Exhibition Place, Toronto
- Toronto Fire Service Station 315, former Toronto Fire Department Hose Station # 8, Toronto - 1972 replica of 1878 tower
- Press Building, Exhibition Place, Toronto
- former Toronto Fire Department Fire Hall Number 3, Toronto - tower now on top of new commercial building at 484 Yonge Street
- Toronto Fire Station 312, former Toronto FD Hall #10
- former North York Fire Hall # 1 hose drying tower - now located at Princess Park behind Empress Walk
- Etobicoke Civic Centre clock tower, Toronto
- East York Civic Centre, Toronto

#### Quebec
- Gare du Palais, Quebec City, Quebec
- Montreal Clock Tower, Quebec
- Place d'Armes Clock Tower, Montreal, Quebec

### Mexico
- Reloj Monumental, Pachuca, Hidalgo

### Peru
- Tower of the University of Saint Mark, Lima

### Hoa Kỳ

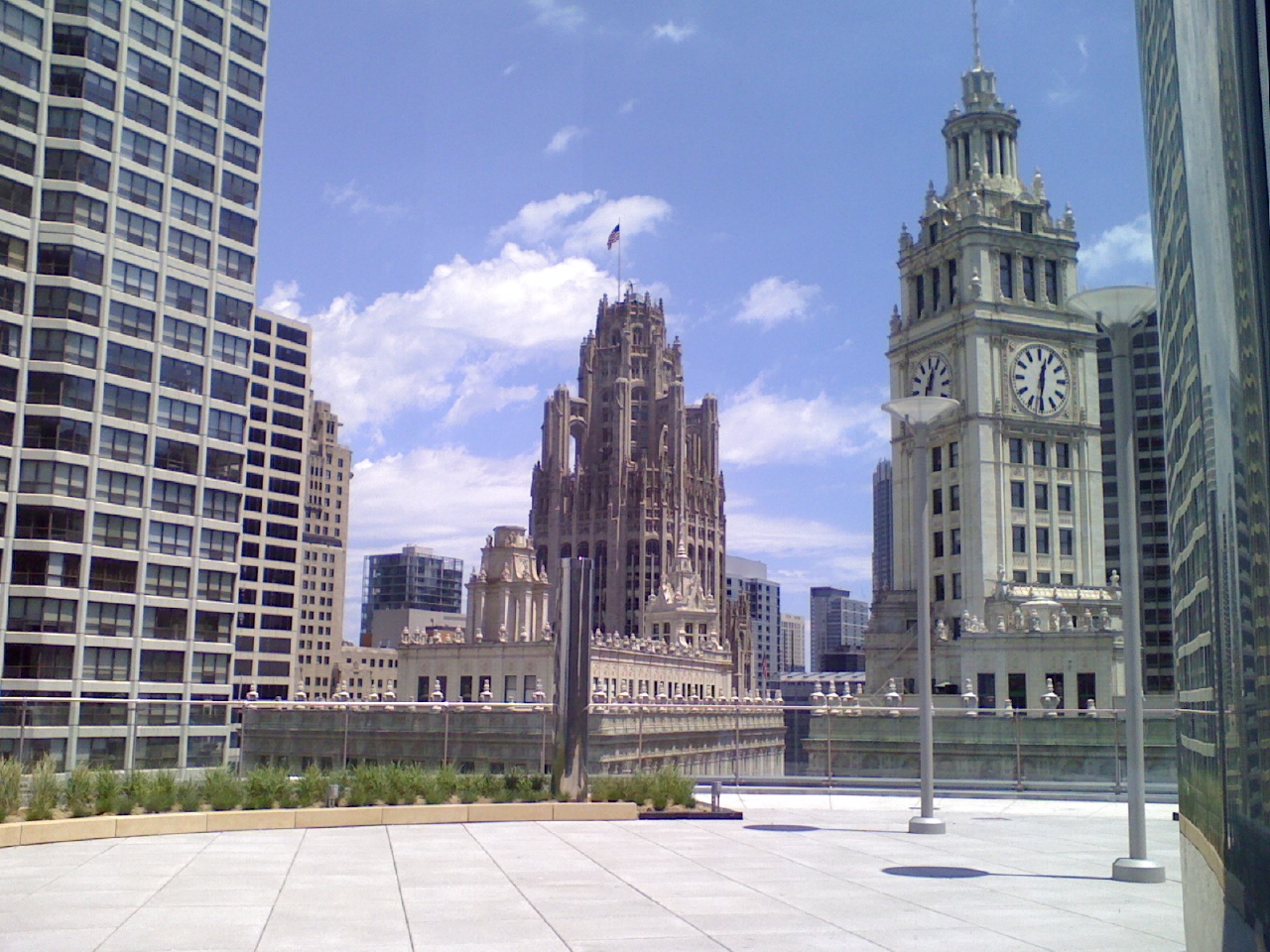
Clock tower of Chicago's Wrigley Building from Trump International Hotel and Tower.

## Châu Á

### Bangladesh
| Tên               | Vị trí | Năm      | Hình ảnh |
| ----------------- | ------ | -------- | -------- |
| Ali Amjad's Clock | Sylhet | ca. 1895 |          |

### Trung Quốc
| Tên                      | Vị trí                            | Năm   | Hình ảnh |
| ------------------------ | --------------------------------- | ----- | -------- |
| Haikou Clock Tower       | Hải Khẩu, Hà Nam                  | 1929  |          |
| Hong Kong Clock Tower    | Tiêm Sa Chủy, Cửu Long, Hồng Kông | 1915  |          |
| Star Ferry Pier, Central | Central, Hồng Kông                | 1950s |          |

### Ấn Độ
| Tên                                   | Thành phố/Thị trấn | Bang/Tỉnh                   | Năm  | Hình ảnh | Ghi chú                                           |
| ------------------------------------- | ------------------ | --------------------------- | ---- | -------- | ------------------------------------------------- |
| Bahraich Clock Tower                  | Bahraich           | Uttar Pradesh               |      |          |                                                   |
| Chennai Central railway station       | Chennai            | Tamil Nadu                  | 1900 |          |                                                   |
| Clock tower                           | Chennai            | Tamil Nadu                  | 1948 |          | [ 2 ] [ 3 ]                                       |
| Ripon Building                        | Chennai            | Tamil Nadu                  | 1913 |          |                                                   |
| Annamalai University Clock Tower      | Chidambaram        | Tamil Nadu                  |      |          |                                                   |
| TNAU Clock Tower                      | Coimbatore         | Tamil Nadu                  |      |          |                                                   |
| Ghantaghar                            | Dehradun           | Uttarakhand                 |      |          | [ 4 ]                                             |
| Ghantaghar                            | Delhi              | National Capital Territory  | 1870 |          | Một phần sụp đổ vào năm 1950 và sau đó bị tháo dỡ |
| Ghantaghar                            | Delhi              | National Capital Territory  |      |          |                                                   |
| Hari Nagar Ghantaghar                 | Delhi              | National Capital Territory  |      |          |                                                   |
| Clock Tower, Erode                    | Erode              | Tamil Nadu                  |      |          |                                                   |
| Clock tower                           | Faizabad           | Uttar Pradesh               |      |          |                                                   |
| Ram Narain Periwal Clock Tower        | Fazilka            | Punjab                      |      |          |                                                   |
| IIEST Shibpur clock tower             | Howrah             | West Bengal                 |      |          |                                                   |
| Hooghly Imambara clock tower          | Hooghly            | West Bengal                 | 1861 |          |                                                   |
| Mahboob Chowk Clock Tower             | Hyderabad          | Telangana                   | 1892 |          | [ 5 ]                                             |
| Secunderabad Clock Tower              | Hyderabad          | Telangana                   | 1897 |          |                                                   |
| Clock tower                           | Jodhpur            | Rajasthan                   |      |          |                                                   |
| Clock tower                           | Kalimpong          | West Bengal                 |      |          |                                                   |
| Clock Tower at Christ Church          | Kasauli            | Himachal Pradesh            |      |          |                                                   |
| Chinnakada Clock Tower                | Kollam             | Kerala                      | 1944 |          |                                                   |
| Lawrence School, Lovedale Clock Tower | Lovedale           | Tamil Nadu                  |      |          |                                                   |
| Husainabad Clock Tower                | Lucknow            | Uttar Pradesh               | 1881 |          | [ 6 ]                                             |
| Chaura Bazaar clock tower             | Ludhiana           | Punjab                      |      |          |                                                   |
| Mirzapur Clock Tower                  | Mirzapur           | Uttar Pradesh               |      |          |                                                   |
| Rajabai Tower                         | Mumbai             | Maharashtra                 | 1878 |          |                                                   |
| Ghari Ghar                            | Murshidabad        | West Bengal                 |      |          |                                                   |
| Clock tower                           | Nagercoil          | Tamil Nadu                  |      |          |                                                   |
| BITS-Pilani Clock Tower               | Pilani             | Rajasthan                   |      |          |                                                   |
| Aberdeen Clock Tower                  | Port Blair         | Andaman and Nicobar Islands |      |          |                                                   |
| Saifai Clock Tower                    | Saifai             | Uttar Pradesh               |      |          |                                                   |
| Sardarshahar Clock Tower              | Sardarshahar       | Rajasthan                   |      |          |                                                   |
| Golden Rock Railway Workshop          | Tiruchirappalli    | Tamil Nadu                  |      |          |                                                   |
| NIT Trichy Clock Tower                | Tiruchirapalli     | Tamil Nadu                  |      |          |                                                   |
| Ghantaghar                            | Ujjain             | Madhya Pradesh              |      |          |                                                   |
| King George Hospital Clock Tower      | Visakhapatnam      | Andhra Pradesh              | 1923 |          |                                                   |

### Indonesia
| Tên        | Vị trí      | Năm  | Hình ảnh |
| ---------- | ----------- | ---- | -------- |
| Jam Gadang | Bukittinggi | 1926 |          |

### Iran
| Tên                            | Vị trí  | Năm  | Hình ảnh |
| ------------------------------ | ------- | ---- | -------- |
| Vank Cathedral Clock Tower     | Isfahan |      |          |
| Ali al-Ridha Clock Tower       | Mashhad |      |          |
| Sari Hotel Clock Tower         | Sari    |      |          |
| Sa'at Tower (Tabriz City Hall) | Tabriz  | 1934 |          |
| Shams ol-Emare                 | Tehran  |      |          |

### Israel
| Tên                     | Vị trí                        | Năm  | Hình ảnh | Chú thích                                                                    |
| ----------------------- | ----------------------------- | ---- | -------- | ---------------------------------------------------------------------------- |
| Jaffa Clock Tower       | Jaffa                         | 1903 |          |                                                                              |
| Khan al-Umdan           | Acre                          | 1906 |          |                                                                              |
| Petah Tikva clock tower | Founders' Square, Petah Tikva | 2007 |          | Được dựng lại theo hình ảnh của một tháp đồng hồ cũ đã từng đứng ở vị trí đó |

### Nhật Bản
| Tên                        | Vị trí         | Năm  | Hình ảnh |
| -------------------------- | -------------- | ---- | -------- |
| NTT Docomo Yoyogi Building | Shibuya, Tokyo | 2002 |          |
| Sapporo Clock Tower        | Sapporo        | 1881 |          |

### Lebanon
| Tên                                                | Vị trí               | Năm  | Hình ảnh |
| -------------------------------------------------- | -------------------- | ---- | -------- |
| Collège Saint Joseph – Antoura clock tower         | Aintoura             |      |          |
| American University of Beirut's College Hall Clock | Beirut               |      |          |
| Abd Clock Tower                                    | Nejme Square, Beirut |      |          |
| Hamidiyyeh Clock Tower                             | Beirut               | 1897 |          |
| al-Tell Clock Tower                                | Tripoli              |      |          |
| Our Lady of Salvation Clock Tower                  | Zahlé                |      |          |

### Malaysia
| Tên                                        | Vị trí        | Năm  | Hình ảnh |
| ------------------------------------------ | ------------- | ---- | -------- |
| Parit Buntar Clock Tower                   | Daerah Kerian |      |          |
| Jubilee Clock Tower                        | George Town   | 1902 |          |
| Malayan Railway Building                   | George Town   |      |          |
| Birch Memorial Clock Tower                 | Ipoh          | 1909 |          |
| Clock tower                                | Kota Bharu    |      |          |
| Atkinson Clock Tower                       | Kota Kinabalu | 1905 |          |
| Malay College Kuala Kangsar Clock Tower    | Kuala Kangsar | 1955 |          |
| Sultan Abdul Samad Building                | Kuala Lumpur  | 1897 |          |
| Tan Beng Swee Clock Tower, Stadhuys Square | Malacca       |      |          |
| Teluk Intan Leaning Tower                  | Teluk Intan   | 1885 |          |

### Myanmar
| Tên                 | Vị trí                     | Năm  | Hình ảnh |
| ------------------- | -------------------------- | ---- | -------- |
| High Court Building | Kyauktada Township, Yangon | 1911 |          |

### Nepal
| Tên                | Vị trí    | Năm | Hình ảnh | Chú thích |
| ------------------ | --------- | --- | -------- | --- |
| Ghanta Ghar        | Birgunj   |     |          | |
| Ghanta Ghar        | Kathmandu |     |          | Tòa tháp đã bị phá hủy trong một trận động đất vào năm 1990, và sau đó được xây dựng lại, nhưng trông không giống như phiên bản trước |
| Dharan clock tower | Dharan    |     |          | |

### Pakistan
| Tên                        | Vị trí     | Năm  | Hình ảnh |
| -------------------------- | ---------- | ---- | -------- |
| Cunningham Clock Tower     | Peshawar   | 1900 |          |
| Merewether Memorial Tower  | Karachi    | 1892 |          |
| Clock tower                | Faisalabad | 1905 |          |
| Clock tower                | Sialkot    |      |          |
| Clock tower                | Multan     | 1884 |          |
| Nishtar Clock Tower        | Multan     |      |          |
| Navalrai Market Clocktower | Hyderabad  |      |          |
| Clock tower                | Sukkur     |      |          |

### Palestine
| Tên                | Vị trí | Năm  | Hình ảnh |
| ------------------ | ------ | ---- | -------- |
| Manara Clock Tower | Nablus | 1906 |          |

### Philippines
| Tên                                     | Vị trí           | Năm       | Hình ảnh |
| --------------------------------------- | ---------------- | --------- | -------- |
| Manila City Hall Clock Tower            | Manila           | 1930s     |          |
| Quiapo Church                           | Quiapo, Manila   | 1988      |          |
| University of Santo Tomas Main Building | Sampaloc, Manila | 1926-1927 |          |

### Singapore
| Tên                                          | Vị trí | Năm         | Hình ảnh |
| -------------------------------------------- | ------ | ----------- | -------- |
| The Chinese High School Clock Tower Building |        | 1925        |          |
| Victoria Theatre and Concert Hall            |        | early 1900s |          |

### Sri Lanka
| Tên                       | Vị trí      | Năm  | Hình ảnh |
| ------------------------- | ----------- | ---- | -------- |
| Batticaloa Clock Tower    | Batticaloa  | 1992 |          |
| Galle Clock Tower         | Galle       | 1883 |          |
| Jaffna Clock Tower        | Jaffna      | 1882 |          |
| Kandy Clock Tower         | Kandy       | 1950 |          |
| Khan Clock Tower          | Colombo     | 1923 |          |
| Koch Memorial Clock Tower | Colombo     | 1881 |          |
| Kurunegala Clock Tower    | Kurunegala  | 1922 |          |
| Old Colombo Lighthouse    | Colombo     | 1829 |          |
| Piliyandala Clock Tower   | Piliyandala | 1952 |          |

### Ả Rập Xê-út
| Tên                     | Vị trí | Năm  | Hình ảnh |
| ----------------------- | ------ | ---- | -------- |
| Royal Mecca Clock Tower | Mecca  | 2011 |          |

### Hàn Quốc
| Tên                  | Vị trí                           | Năm  | Hình ảnh |
| -------------------- | -------------------------------- | ---- | -------- |
| Myeongdong Cathedral | Myeongdong, Jung District, Seoul | 1898 |          |

### Các Tiểu vương quốc Ả Rập Thống nhất
| Tên               | Vị trí       | Năm  | Hình ảnh |
| ----------------- | ------------ | ---- | -------- |
| Deira Clock Tower | Deira, Dubai | 1963 |          |

## Châu Âu

### Austria
- Graz Clock Tower, Graz

### Đan Mạch
- Dipylon Clock Tower in the Carlsberg District, Copenhagen
- City Hall Tower Clock on City Hall Square, Copenhagen

### Hy Lạp
- Clock Tower of Arta, Hy Lạp
- Clock Tower of Giannitsa, Hy Lạp
- Clock Tower of Komotini, Hy Lạp
- Clock Tower of Saint Nicolas church, Kozani, Hy Lạp
- Clock Tower of Xanthi, Hy Lạp

### Phần Lan
- Central railway station, Helsinki, Phần Lan

### Pháp
- Metz railway station, Metz, Pháp

### Đức
- Replica of the traffic tower of 1924 on Potsdamer Platz, Berlin

### Ireland
- Church of St Anne (Shandon)#ClockIsle of ManChurch of St Anne Clock Tower in Shandon, Cork City

### Đảo Man
- Victoria Clock Tower, Foxdale, Đảo Man
- Jubilee Clock, Douglas, Đảo Man

### Latvia
- Laima Clock
- Riga Central Station

### Lithuania
- Bell tower of Vilnius Cathedral on Cathedral Square, Vilnius

### Malta
- Birgu Clock Tower, Birgu (destroyed)

### Montenegro
- Sahat kula, Podgorica

### Hà Lan
- Martinitoren, Groningen

### Romania
- Sibiu Evangelical Cathedral, Sibiu, Romania
- Sighişoara Clock Tower, Sighişoara

### Nga
- Spasskaya Tower, Moskva

### Serbia

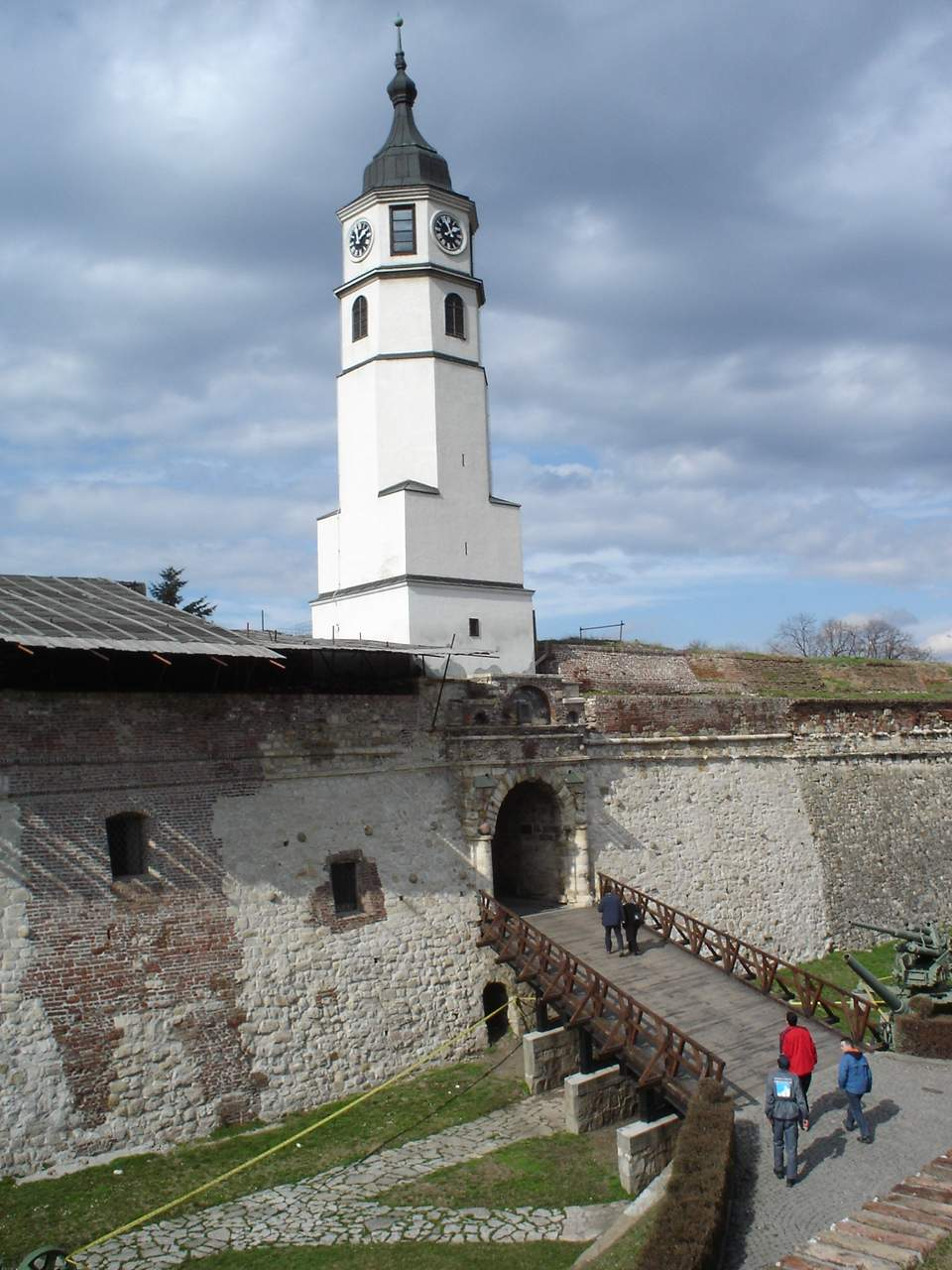
Cổng đồng hồ hoặc Sahat Kula (Сахат кула) (tháp đồng hồ) tại bức tường pháo đài của Pháo đài Belgrade Fortress, Belgrade, Serbia.

- Clock Gate, Kalemegdan, Belgrade

### Slovakia
- Michael's Gate, Bratislava

### Switzerland
- Einsiedeln Abbey
- Grimmenturm, Zürich
- Zytglogge, Bern

### Thổ Nhĩ Kỳ
- Büyük Saat, Adana
- Dolmabahçe Clock Tower, Istanbul
- Etfal Hospital Clock Tower, Istanbul
- İzmir Clock Tower, İzmir
- İzmit Clock Tower, İzmit
- Nusretiye Clock Tower, Istanbul
- Yıldız Clock Tower, Istanbul
- Samsun Clock Tower, Samsun

### Ukraine
- Simferopol railway station, Simferopol

### Vương quốc Anh
- Bank Hall Clock Tower, Bretherton, Lancashire, Anh quốc
- Central Hotel, Glasgow, Scotland
- City Hall, Cardiff, Wales
- City Hall, Norwich, Anh quốc
- Civic Centre, Southampton, Anh quốc
- Clock Tower, Brighton, Anh quốc
- Clock Tower, Malvern, Anh quốc
- Clock Tower, Clevedon, Anh quốc
- Clock Tower, Epsom, Surrey, Anh quốc
- Clock Tower, Herne Bay, Kent, Anh quốc - probably oldest in the UK
- Clock tower, Redcar, North Yorkshire, Anh quốc
- Clock tower, Surbiton, London, Anh quốc
- Council House, Nottingham, Anh quốc
- Elizabeth Tower (formerly St Stephen's Tower), Palace of Westminster, London, Anh (Big Ben is the name of the bell inside)
- Gravesend Clock Tower, Kent, Anh quốc
- Haymarket Memorial Clock Tower, Leicester, Anh quốc
- Joseph Chamberlain Memorial Clock Tower, The University of Birmingham, Anh (The tallest freestanding clock tower in the world)
- Jubilee Clock, Weymouth, Dorset, Anh quốc
- King's Cross station, London, Anh quốc
- Little Ben, London, Anh quốc
- Liver Building, Liverpool, Anh quốc
- North British Hotel, Edinburgh, Scotland
- Parkinson Building, The University of Leeds, Anh quốc
- St. Pancras railway station, London, Anh quốc
- Tolbooth Steeple, Glasgow, Scotland
- Trent Building, The University of Nottingham, Anh quốc
- Victoria Tower, Liverpool, Anh quốc

## Châu Úc

### Australia
- Brisbane City Hall, Brisbane, Queensland
- Central Railway Station, Sydney, New South Wales
- Fremantle Town Hall, Fremantle, Western Australia
- General Post Office, Sydney, New South Wales
- Hobart General Post Office, Hobart, Tasmania
- Launceston Post Office, Launceston, Tasmania
- Kalgoorlie Post Office, Kalgoorlie, Western Australia
- Melbourne Town Hall, Melbourne, Victoria
- Perth Town Hall, Perth, Western Australia
- Sydney Town Hall, Sydney, New South Wales
- Winthrop Hall, The University of Western Australia, Perth, Western Australia.
- The Nannup Clock Tower,Nannup, Western Australia

### New Zealand
Hopwood Clock Tower, Palmerston North

## Châu Phi

### Ai Cập
| Tên                    | Thành phố/Thị trấn | Bang/Tỉnh         | Năm | Hình ảnh |
| ---------------------- | ------------------ | ----------------- | --- | -------- |
| Cairo University Clock | Cairo              | Cairo Governorate |     |          |

### Nigeria
| Tên                              | Thành phố/Thị trấn | Bang/Tỉnh | Năm | Hình ảnh |
| -------------------------------- | ------------------ | --------- | --- | -------- |
| University of Ibadan clock tower | Ibadan             | Oyo       |     |          |

### Nam Phi
| Tên         | Vị trí                                  | Năm | Hình ảnh |
| ----------- | --------------------------------------- | --- | -------- |
| Clock Tower | Victoria & Alfred Waterfront, Cape Town |     |          |

### Tunisia
| Tên         | Vị trí                           | Năm | Hình ảnh |
| ----------- | -------------------------------- | --- | -------- |
| Clock Tower | January 14th, 2011 Square, Tunis |     |          |